# Carcelia dammermani
Carcelia dammermani là một loài ruồi trong họ Tachinidae.